# Renault Celtastandard
Der Renault Celtastandard war ein Personenkraftwagenmodell der Zwischenkriegszeit von Renault. Der Typencode lautete Type ADC.

## Beschreibung
Dieses Modell war eine bescheiden ausgestattete Variante des Renault Celtaquatre, der auch die gleichen Typencodes trug. Unter anderem fehlten zunächst die Stoßstangen. Die Vermarktung begann am 15. Oktober 1935 unter dem Namen Renault Celtaquatre Standard. Erst ab Dezember 1935 wurde die Kurzform Celtastandard verwandt. 1937 endete die Produktion ohne Nachfolger.
Der wassergekühlte Vierzylindermotor mit 70 mm Bohrung und 95 mm Hub leistete aus 1462 cm³ Hubraum 32 PS. Über eine Kardanwelle wurden die Hinterräder angetrieben. 
Bei einem Radstand von 271 cm und einer Spurweite von 130 cm war das Fahrzeug 405 cm lang und 157 cm breit. Einzige Karosserieform war eine viertürige Limousine mit fünf Sitzen.

### Type ADC 1
Die erste Ausführung hatte einen relativ ebenen Kühlergrill. Der Preis betrug 13.900 Franc.

### Type ADC 2
Im Oktober 1936 erschien dieses Modell mit einem Kühlergrill, der seitlich abgerundet war. Im Gegensatz zum Celtaquatre war er nicht mit Koffer am Heck lieferbar. Das Fahrzeug kostete im Oktober 1936 in der Basisversion 15.400 Franc und mit Stoßstangen 15.900 Franc. Der letztgenannte Preis erhöhte sich ab 8. März 1937 auf 18.500 Franc.